# Chícharo (Santurce)
|                                                  |                                                         |
| Coordenadas                                      | 18°26′46″N 66°3′34″O / 18.44611, -66.05944              |
| Entidad • País • Territorio • Municipio • Barrio | Sub-barrio Estados Unidos Puerto Rico San Juan Santurce |
| Superficie                                       | 0,08 km² (0,03 mi²)                                     |
| Población • Densidad poblacional                 | 722 hab. (2000) 9025 hab./km² (24 066,6 hab./mi²)       |

Chícharo es uno de los cuarenta “sub-barrios” del barrio Santurce en el municipio de San Juan, Puerto Rico. Según el censo del año 2000, este sector contaba con 722 habitantes y un área de 0,08 km² (kilómetros cuadrados).